# Una furtiva lagrima
Una furtiva lagrima – aria operowa z II aktu opery Napój miłosny włoskiego kompozytora Gaetano Donizettiego.
Aria jest śpiewana przez Nemorino (tenor); okazuje się, że napój miłosny, który przyniósł, by zdobyć uczucie Adiny, działa.

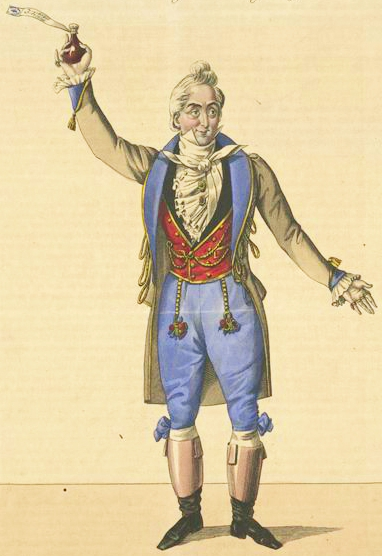
Ilustracja przedstawiająca Giuseppe Frezzoliniego w roli Dr. Dulcamary

Nemorino jest zakochany w Adinie, ale ona nie jest zainteresowana, prostym i wiejskim mężczyzną. By zdobyć jej serce, Nemorino kupuje napój miłosny za wszystko co posiada. W rzeczywistości napój miłosny to tanie czerwone wino sprzedawane przez obwoźnego oszusta – Dulcamarę. Widząc jednak że Adina płacze, Nemorino jest przekonany, że zakochała się w nim i że napój zadziałał.

## Nagranie muzyczne arii Una furtiva lagrima
(wykonanie Enrico Caruso)

## Fragment libretta opery z tekstem arii
Una furtiva lagrima

negli occhi suoi spuntò:

Quelle festose giovani

invidiar sembrò.

Che più cercando io vo?

Che più cercando io vo?

M'ama! Sì, m'ama, lo vedo. Lo vedo.

Un solo istante i palpiti

del suo bel cor sentir!

I miei sospir, confondere

per poco a' suoi sospir!

I palpiti, i palpiti sentir,

confondere i miei coi suoi sospir...

Cielo! Si può morir!

Di più non chiedo, non chiedo.

Ah, cielo! Si può! Si, può morir!

Di più non chiedo, non chiedo.

Si può morir! Si può morir d'amor.